# حنوة حارقة
الحنوة الحارقة (باللاتينية: Xeranthemum squarrosum) نوع نباتي ينتمي إلى جنس الحنوة من الفصيلة النجمية.

## الموئل والانتشار
موطنه بلاد الشام وتركيا وأذربيجان وأرمينيا وجورجيا وروسيا.